# Tofshornero
Tofshornero (Furnarius cristatus) är en fågel i familjen ugnfåglar inom ordningen tättingar.

## Utbredning och systematik
Fågeln förekommer i chaco från sydöstra Bolivia till västra Paraguay och norra Argentina. Den behandlas som monotypisk, det vill säga att den inte delas in i några underarter.

## Status
IUCN kategoriserar arten som livskraftig.

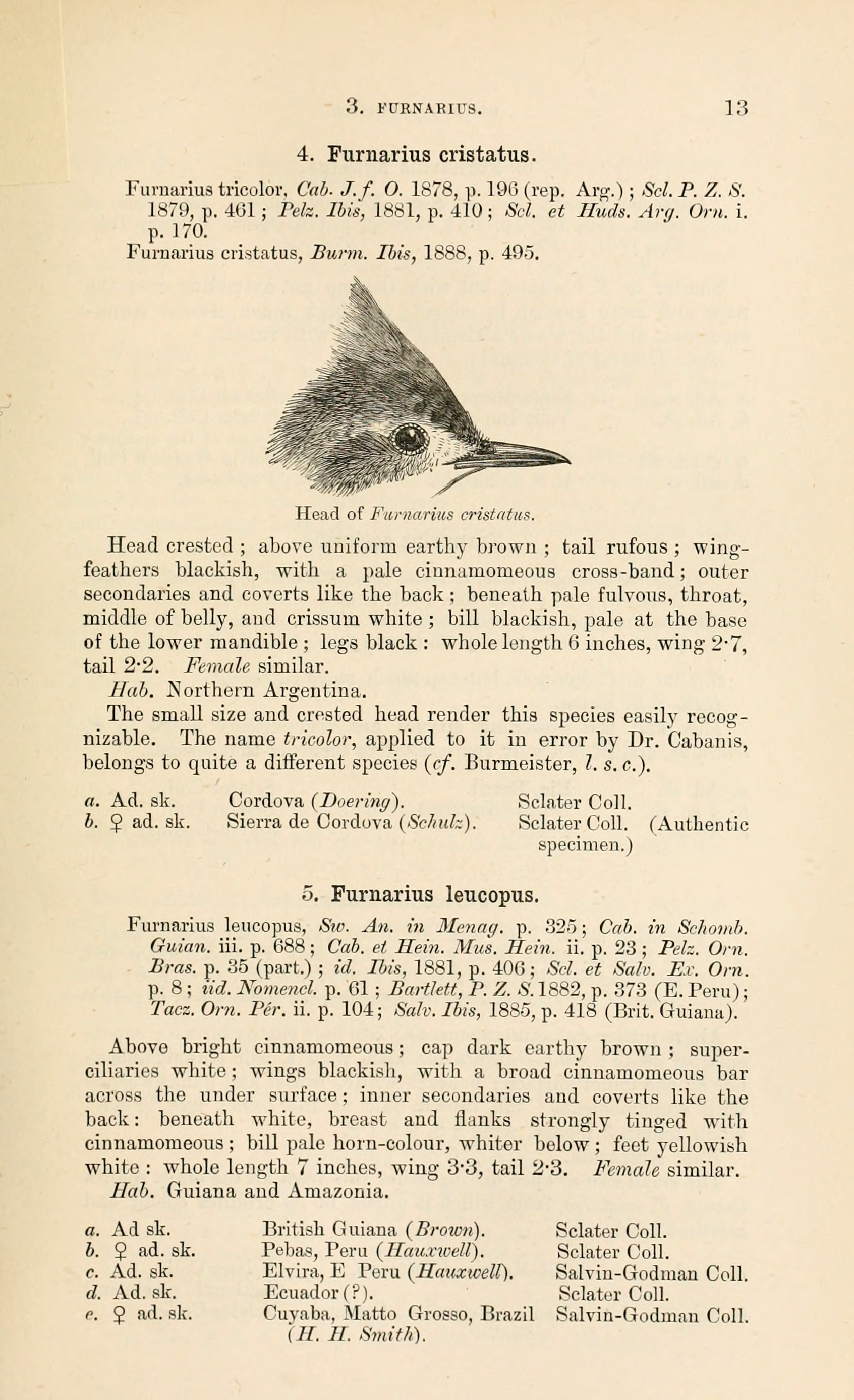